# Chrysemosa piresi
Chrysemosa piresi là một loài côn trùng trong họ Chrysopidae thuộc bộ Neuroptera. Loài này được Hölzel & Ohm miêu tả năm 1982.